# Trichopterna lucasi
Trichopterna lucasi är en spindelart som först beskrevs av O. Pickard-Cambridge 1875.  Trichopterna lucasi ingår i släktet Trichopterna och familjen täckvävarspindlar.
Artens utbredningsområde är Algeriet. Inga underarter finns listade i Catalogue of Life.